# Esfandiyar
Esfandiyar, auch bekannt als Esfandyar oder Asfandyar (persisch اسفنديار Esfandiyār), war ein legendärer iranischer Held. Er war der Sohn und Kronprinz des Kayaniden König Goschtasp (Mittelpersisch: Wischtasp vom Avestischen Vischtaspa) und dessen Frau, der byzantinischen Königstochter Katajun, sowie Bruder von Paschotan (auch Paschutan; Mittelpersisch: Peschotan, Avestisch: Peschotanu).

## Name
Der Name Esfandiyār leitet sich vom Mittelpersischen Spandadat oder Spandyat ab (Die zwei möglichen Lesearten in der Mittelpersischen Schrift), welches selbst vom Avestischen Spentodata (Spəntōδāta) mit der Bedeutung „Gegeben aus Großzügigkeit“ oder „Gegeben von den Heiligen“ abgeleitet wird (Für andere Bedeutungen des Wortes Spenta siehe Amschaspand). Das medische rekonstruierte Wort *Spendata stand wahrscheinlich Pate für den Namen eines persischen Politikers aus dem 5. Jh. v. Chr., dessen Name in den griechischen Quellen Sphendadates war. Eine sassanidische Adelsfamilie mit Namen Spandyat trägt ebenfalls eine Variante des Namens Spandadat. Wie viele andere hatte diese Familie ihren Namen von dem Geschlecht der Kayaniden übernommen, um sich zu legitimieren und das Alter ihres Geschlechts zu betonen.

## Im Schāhnāme
Der Esfandiyar der Legenden ist durch seinen tragischen Kampf gegen Rostam bekannt, der in Firdausis Buch der Könige, dem Schāhnāme, beschrieben wird. Es ist eines der längsten Kapitel und eines seiner Höhepunkte:
Esfandiyars Vater Goschtasp verspricht ihm den Thron, wenn dieser eine Invasion in den weit entfernten Provinzen zurückschlagen kann. Esfandiyar gelingt dies, sein Vater hält ihn aber hin und schickt ihn auf eine neue Mission, um eine Rebellion in Turan zu unterdrücken. Esfandiyar ist wieder erfolgreich und nach seiner Rückkehr versucht ihn sein Vater erneut wegzuschicken und beauftragt den jungen Helden – obwohl er durch eine Prophezeiung weiß, dass Esfandiyar durch Rostam sterben wird –. Rostam wegen seiner Arroganz und fehlenden Respekts gegenüber dem König in Ketten legen zu lassen und zum Hof zu bringen. Anfangs widerspricht Esfandiyar und erinnert seinen Vater an Rostams Ruhm, hohes Alter und seine Dienste für das Reich, aber schließlich fügt er sich dem Wunsch seines Vaters und bricht zu Rostam auf.
Nachdem er das Haus Rostams erreicht, überbringt ihm Esfandiyar die Nachricht. Rostam lehnt es ab, in Ketten gelegt zu werden, erklärt sich jedoch bereit, den jungen Prinzen zu seinem Vater zu begleiten. Esfandiyar beharrt auf den Ketten, Rostam kann sich jedoch durchsetzen, macht allerdings einige Zugeständnisse, und so treffen sich beide schließlich zu einem Zweikampf. Da Rostam nicht weiß, dass Esfandiyar zuvor ein Bad der Unverwundbarkeit genommen hatte, gelingt es Esfandiyar im nun folgenden Kampf, den Schüssen Rostams auszuweichen, während der Held selbst ernsthaft verwundet wird.
Rostam bittet um eine Pause, um seine Wunden zu pflegen, und zieht sich zurück, wo er dann das Geheimnis der Schwäche Esfandiyars erfährt: Als Esfandiyar im Bad der Unverwundbarkeit schwamm, hatte er seine Augen geschlossen. Dadurch konnte der junge Prinz besiegt werden. Als Rostam dies herausfindet, versieht er einen gegabelten Pfeil mit einer Feder des Simurgh und einem Zweig von einem Tamariskenbaum. Bei der Fortsetzung des Kampfes am folgenden Morgen wird Esfandiyar durch einen Schuss ins Auge getötet.